# Aedia thomae
Aedia thomae là một loài bướm đêm trong họ Erebidae.